# Satu Nou (okręg Giurgiu)
Satu Nou – wieś w Rumunii, w okręgu Giurgiu, w gminie Răsuceni. W 2011 roku liczyła 118 mieszkańców.